# Stor-Meckflotjärnen
Stor-Meckflotjärnen är en sjö i Bräcke kommun i Jämtland och ingår i Ljungans huvudavrinningsområde. Sjön har en area på 0,0641 kvadratkilometer och ligger 292,9 meter över havet.

## Delavrinningsområde
Stor-Meckflotjärnen ingår i det delavrinningsområde (698618-151855) som SMHI kallar för Mynnar i Balsjön. Medelhöjden är 304 meter över havet och ytan är 29,67 kvadratkilometer. Räknas de 18 avrinningsområdena uppströms in blir den ackumulerade arean 197,6 kvadratkilometer. Ansjöån som avvattnar avrinningsområdet har biflödesordning 4, vilket innebär att vattnet flödar genom totalt 4 vattendrag innan det når havet efter 143 kilometer. Avrinningsområdet består mestadels av skog (68 procent) och sankmarker (18 procent). Avrinningsområdet har 0,06 kvadratkilometer vattenytor vilket ger det en sjöprocent på 0,2 procent. Bebyggelsen i området täcker en yta av 0,9 kvadratkilometer eller 3 procent av avrinningsområdet.